# 윤재웅
윤재웅(尹在雄, 1984년 8월 6일 ~ )은 대한민국의 바둑 기사이다.

## 약력
2000년 제1회 지역연구생 입단대회를 통해 입단하였다. 2004년 3단을 거쳐 2010년 4월에 4단으로 승단하였다. 2003년 제14기 비씨카드배 신인왕전 본선과 제4기 오스람코리아배 본선에 진출했다. 2007년 연세대학교 전기전자공학부에 입학하여 2012년 재학 중 행정고시에 합격하여 행정부 관료로 근무 중이다. 2015년 동료 바둑 기사 김세실과 결혼하였다.